# Europabus
De Union des Services Routiers des Chemins de Fer Européens (URF), een  samenwerkingsverband voor langeafstandsbusvervoer, werd in 1950 opgericht door elf West-Europese spoorwegmaatschappijen. Europabus was de merknaam voor dit internationaal busnetwerk. Juridisch was de URF onderdeel van de Zwitserse federale spoorwegen.

## Geschiedenis

### Ontstaan
Alleen voor rondreizen waarbij alle reizigers tot het einde meereisden was na de Tweede Wereldoorlog geen vergunning nodig. Dit ondanks de in 1947 door de United Nations Economic commission for Europe (UNECE) bereikte 'freedom of the road' akkoorden voor internationale busdiensten, die echter al in oktober 1948 beperkt werden tot besloten busreizen. De meeste landen beschermden hun openbaarvervoerbedrijven tegen concurrentie en lieten buitenlandse busbedrijven niet toe.
In maart 1951 werd door de Zwitserse overheid en URF in Bern een conferentie georganiseerd om een internationaal busnetwerk op te zetten. Tijdens de conferentie verstrekten  vertegenwoordigers van Europese landen vergunningen voor busdiensten geëxploiteerd/beheerd door de nationale spoorwegmaatschappijen. De eerste Europabus lijndiensten reden vanaf april 1951. Na 1951 werden door de URF regelmatig multilaterale conferenties belegd waarbij de touroperators en de nationale overheden de dienstregelingen harmoniseerden en de vereiste vergunningen werden afgegeven. Vaak werden ook bilaterale akkoorden afgesloten voor een bepaalde internationale busroute. De deelnemende spoorwegmaatschappijen verzorgden de gezamenlijke publiciteit en internationale tickets. De  busbedrijven die de lijndiensten uitvoerden moesten aan hoge kwaliteitseisen voldoen.
Naast dit initiatief van Europese spoorwegmaatschappijen waren er ook particuliere busbedrijven met internationale busdiensten, zoals de Zweedse Linjebuss die al in 1947 Zweden verbond met veel andere Europese landen, onder andere met een verbinding Stockholm - Rome. De klantenkring van die busbedrijven was echter bijna uitsluitend afkomstig van het thuisland van het betrokken bedrijf.

### Ontwikkeling

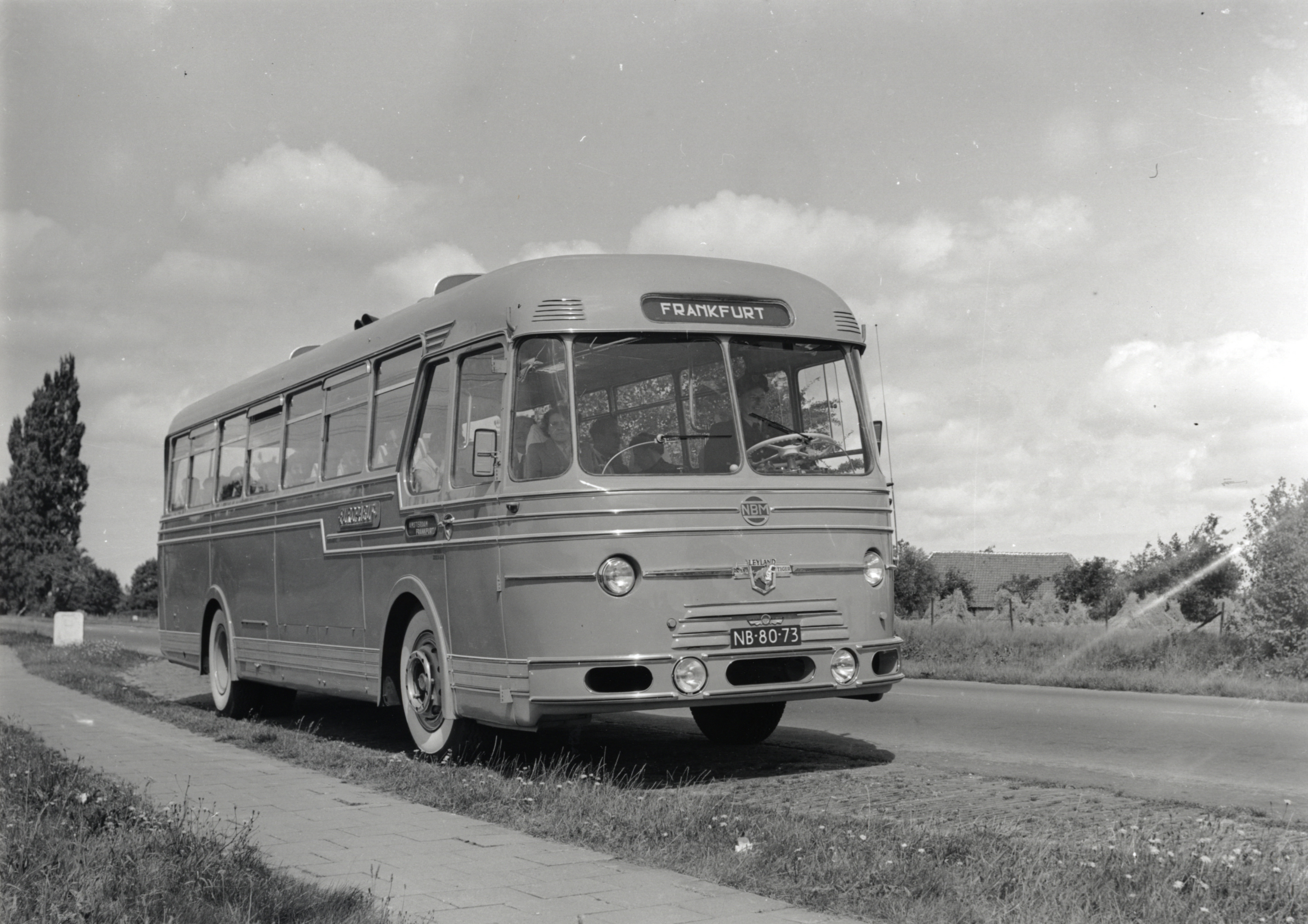
Leyland-Den Oudsten Europabus van NS-dochteronderneming NBM onderweg van Amsterdam naar Frankfurt in 1953.

In principe was elke spoorwegmaatschappij verantwoordelijk voor de organisatie van de Europabusdiensten in het thuisland. Ze organiseerden bovendien in eigen land vaak zelf aanvullende toeristische bussen. De langeafstandsbusdiensten hadden een vaste dienstregeling en konden geboekt worden voor deeltrajecten of gecombineerd worden met treintrajecten. De meeste lijnen werden gereden van de late lente tot het begin van de herfst en waren vooral toeristisch van aard. Zo was er vaak een ruime lunchpauze en werd er gestopt bij mooie uitzichtspunten. In de beginperiode was er, in tegenstelling tot de gangbare praktijk bij private internationale busvervoermaatschappijen, meestal maar één grensoversteek en moesten reizigers soms overstappen op een andere bus voor reizen door meerdere landen. Voor langere afstanden zoals Parijs - Casablanca waren hotelovernachtingen inbegrepen en verplicht.
In het eerste jaar, 1951, waren er 28 lijnen met een lengte van 18.500 km, waarvan 1.600 km per spoor (hoofdzakelijk in Frankrijk). In 1962 zijn er 119 lijnen, waarvan 77 naar populaire toeristische bestemmingen, 22 rondreizen en 20 naar speciale resorts. Op 30 augustus 1955 werd de miljoenste klant van Europabus ingehaald te Zeist bij het hoofdkantoor van de Nederlandse Buurtvervoer Maatschappij (NBM). In 1956 had Europabus meer dan 100 lijndiensten en rondreizen met een totale lengte van 40.000 km in zeventien landen.
In 1964 werd de Europabuslijn München - Istanboel ingevoerd, die wordt geëxploiteerd door de 'Deutsche Touring Gesellschaft' en de Turkse maatschappij 'Bosforbus'. Er waren hotelovernachtingen in Zagreb en Sofia op de heenreis en Kapikule, Niš en Graz op de terugreis. In 1966 kwam er ook verbindingen München - Teheran (8 dagen) en München - Beiroet (6 dagen).

### Einde en overgang naar het Eurolines netwerk

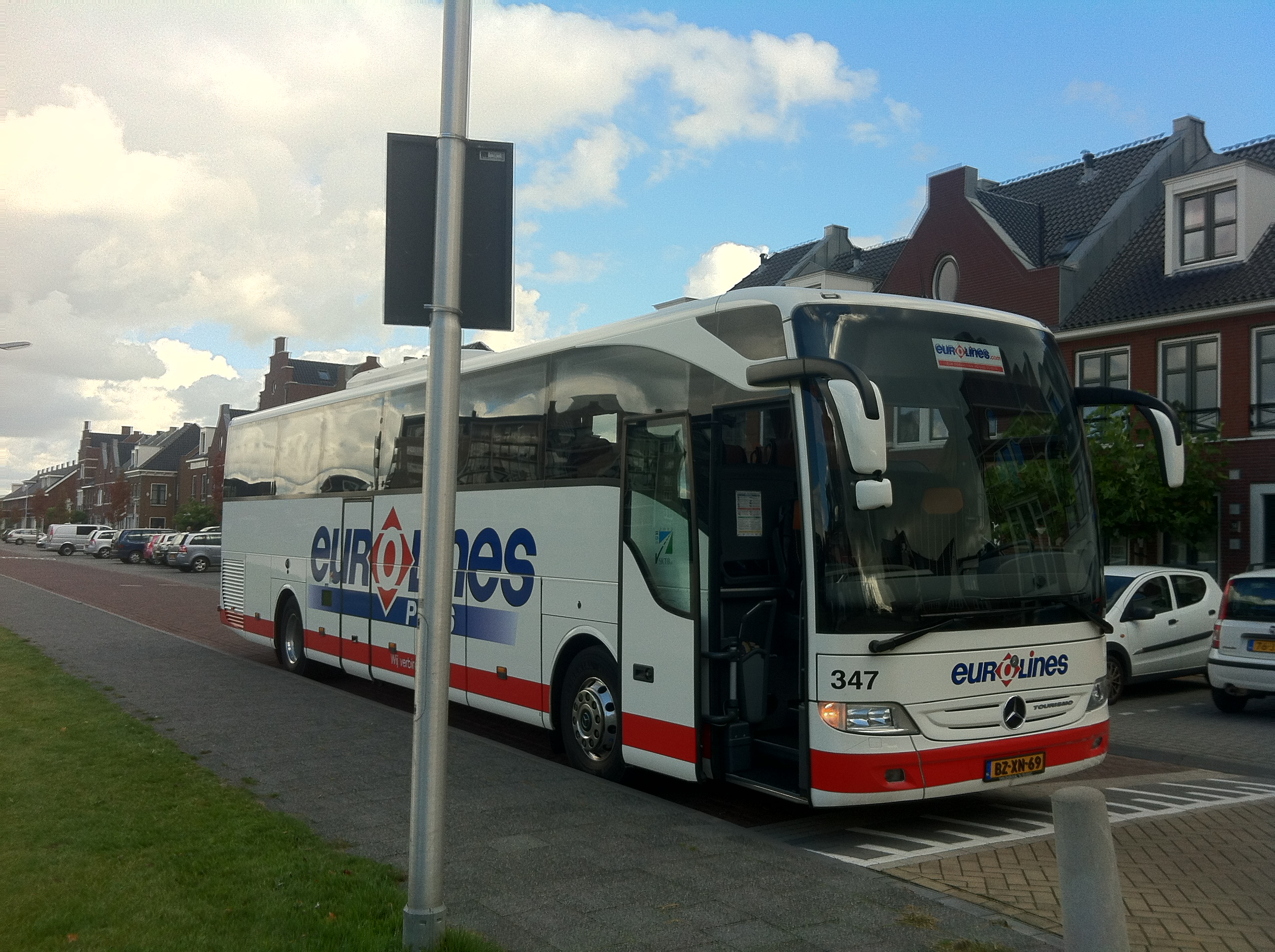
Een Eurolines PLUS bus

Tegen het einde van de vorige eeuw had het Europabusnetwerk steeds meer last van concurrentie door  particuliere langeafstandbuslijndiensten en toeristische busreizen. Het Europees wegennet was met de aanleg van veel snelwegen veel sneller geworden en leende zich minder voor toeristische ritten. Tourbussen naar toeristische bestemmingen rijden indien ze kunnen door mooie streken. Als het alleen om vervoer gaat, zijn er alternatieven zoals de charter airlines en goedkope langeafstandbussen.
Bij de deelnemende busbedrijven en touroperators was er behoefte een nieuw Europees busnetwerk op te zetten zonder invloed van de spoorwegmaatschappijen. De Eurolines lijndienstorganisatie werd in 1985 opgericht. Eurolines bleef echter wel de merknaam 'Europabus' aanvullend gebruiken en in de pers wordt nog geschreven over ex-Europabus bedrijven, zoals ´Arke-HI krijgt met Belgische Europabus greep op busmarkt´. Er is geen bron gevonden voor een officieel einde van de URF/Europabus organisatie maar wel het bewijs dat de organisatie begin jaren tachtig van de vorige eeuw nog bestond. Eurolines is minder op toerisme gericht en biedt ook snelle langeafstandsdiensten aan die onderweg geen stops maken. München - Istanboel wordt in 32 uur afgelegd. Het internationaal busvervoer ondervindt in de eenentwintigste eeuw nog maar weinig beperkingen, binnen de Europese Unie is het een vrije markt.

## Deelnemende busbedrijven
De uitvoering van Europabuslijnen werd overgelaten aan busbedrijven, die vaak al bestonden voordat de URF werd gesticht in 1950, of later aansloten. De bekendste zijn:
- Deutsche Touring GmbH, gesticht in 1948, Dit bedrijf heeft in 1985 de opvolger van het Europabusnetwerk, Eurolines, medeopgericht.[9]
- Europabus-Epervier: Bedrijf L’Epervier opgericht door Marcel Preumont.[10] Startte in 1948 met de buslijn Brussel-Nice-Menton. In 1995 is het bedrijf overgenomen door Kras.[11]
- Nederlandse Buurtvervoer Maatschappij (NBM), een dochteronderneming van de Nederlandse Spoorwegen.

## Sommige routes
Die stoppen in Oostende
- Oostende - Poznan
- London - Brussel - Frankfurt
- Oostende - De Panne - Lille
- London - Brussel - Istanboel
- London - Brussel - Athene
- London - Brussel - Innsbruck

Vermeld in het artikel of gebruikte bronnen
- Parijs - Casablanca
- München - Teheran
- München - Beiroet
- Montreux - Milaan